# Holmen, Örebro
Holmen är ett bostads- och industriområde i norra Örebro. Holmenområdet tillhörde före 1937 Längbro landskommun.
Holmen ligger söder om Västerleden och Hagaby, öster om Hedgatan, norr om Trängkårsvägen och väster Östra Bangatan. Vattendraget Lillån och järnvägen Örebro-Frövi passerar genom industriområdet.

## Holmens och Kullens egnahem
Området började bebyggas med egnahem år 1917. Tomterna styckades av från Hjärsta herrgård. Området omfattar Holmen I, med Bostadsföreningen Holmen som konstituerades år 1920. Bostadsföreningarna Holmen II och Kullen I tillkom 1923. Mikaelskolan (F-9) hette fram till början av 1980-talet Holmens skola. Den ligger mellan Holmen och Baronbackarna.

## Holmens industriområde
Holmens industriområde ligger norr om villaområdet, öster om Baronbackarna. Där finns många företag med tonvikt på logistik, lager och mekanisk tillverkning. Bland de största företagen är Bageri Skogaholm, nedlagt 2010 och Johnson Metall AB.

### Webbkällor
- Mikaelskolan
- Mikaelskolan - dokumentation